# Університет Нотр-Дам
Університет Нотр-Дам (англ. University of Notre Dame du Lac) — католицький приватний елітний університет, заснований у 1842 році французьким священником Едвардом Соріном.
Університет розташований у місті Саут-Бенд, що в американському штаті Індіана, за дві години їзди від Чикаго.
У виші навчаються близько 10 000 студентів. Протягом багатьох років він входить у двадцятку найкращих університетів США. До 1972 року спудеями були самі чоловіки.
Символ університету — собор із золотою банею, на вершині якої статуя Діви Марії.
Гурт американських астрономів під керівництвом Девіда Беннетта (англ. David Bennett) з університету оголосив, що йому за допомогою технології гравітаційного мікролінзування вдалось засікти супутник планети, що перебуває у 1800 світлових роках від Землі, тобто відкрити перший екзомісяць.

## Спорт
Велику увагу приділено спорту. Існує 26 команд університету з 13 дисциплін.
Футбольна команда університету «Notre Dame Fighting Irish» вважається однією з найкращих у США. Вона належить до 1 дивізіону Національної асоціації студентського спорту США. Баскетбольна команда вишу теж не пасе задніх.
На території університету мається два стадіони. Із них великий футбольний стадіон розрахований більш як на 80000 місць. Причому всі квитки на матчі розкуповуються задовго до дати проведення.